# هاركورت وايت
هاركورت وايت (بالإنجليزية: Harcourt Whyte)‏ هو ملحن نيجيري، ولد في 1905 في Abonnema ‏ في نيجيريا، وتوفي في 1977 في ولاية ريفرز في نيجيريا بسبب حادث مرور.